# مايك ومولي
مايك ومولي هو مسلسل كوميدي أمريكي بدأ بثه على قناة سي بي إس في 20 سبتمبر 2010. المسلسل يتحدث عن مايك ومولي، وهما زوجان يقعان في الحب بعد أن يلتقيان في جلسة لمعالجة الإفراط في الأكل في شيكاغو. في تاريخ 27 مارس 2013 أعلنت قناة سي بي إس أن المسلسل سيعود لموسم رابع خلال موسم 2013 - 2014

## الموسم الأول
تدور أحداث المسلسل حول شخصيتي مايك بيجز ومولي فلين، وهما زوجان يلتقيان في جلسة لمعالج الإفراط في الأكل. حيث قامت مولي، معلمة أبتدائية، بدعوة الشرطي مايك للحديث إلى صفها. بعدها يبدأ الأثنان بلقاء بعضهما. تعيش مولي مع والدتها جويس وأختها فيكتوريا. جويس على علاقة مع الأرمل فينس مورانتو والذي يكون متواجداً في المنزل بكثرة. مايك يعيش وحيداً في شقته ولكنه دائماً برفقة زميله في العمل وصديقه المفضل كارل ميكميلان. وهناك شخصيات أخرى في المسلسل مثل روزيتا وهي جدة كارل، وبيجي والدة مايك. وأيضاً هناك سامويل النادل في المطعم. يتكون الموسم الأول من 24 حلقة.

## الشخصيات الرئيسية
- بيلي جاردل بدور الشرطي مايكل (مايك) بيجز الذي يعمل في شرطة شيكاغو ويحاول خسارة الوزن. يتصف مايك بالظرافة وخفة الدم. لا يبدو مايك مفكراً عظيماً في أغلب المواقف ودائماً ما ينصاع لمطالب والدته رغم رفض مولي لذلك. ولكن مع ذلك فلا تتأثر علاقته بمولي كثيراً.
- ميليسا مكارثي بدور مولي فلين بيجز وهي معلمة للصف الرابع بمدرسة ولتر بايتون الأبتدائية. مثل مايك، تحاول مولي خسارة الوزن. أنها دائماً سعيدة وتتصف باللطف والذكاء. وتعتبر مولي الشخصية العقلانية في عائلتها ولكنها معروفة بسرعة غضبها كما أنها تحب التسوق مما يجعل الديون تتراكم عليها بإستمرار.
- رينو ويلسون بدور الشرطي كارل ميكميلان وهو يعمل في شرطة شيكاغو ويعتبر أفضل أصدقاء مايك. من صفاته أنه يشفق على نفسه كثيراً وقد سكن مع جدته لوقت طويل للغايه حتى أرغمته على الأنتقال إلى شقة خاصة به. يعاني كارل في علاقاته مع النساء ولكنه يبدأ علاقة جيدة مع امرأة تدعى كريستينا، وهي أم عازبة لأبن صغير، في الموسم الثاني. في النهاية، تفشل علاقتهما بسبب رغبة كريستينا بإعطاء زوجها السابق جيمس، وهو لاعب كرة قدم مشهور، فرصة ثانية في الموسم الثالث من المسلسل.
- كيتي ميكسون بدور فيكتوريا فلين وهي أخت مولي البسيطة وطيبة القلب. تحب فيكتوريا الحفلات كما تحب تعاطي الماريجوانا وتعمل في دار للجنازات.
- سوزي كيرتز بدور جويس فلين وهي والدة مولي. أنها أرملة تبدأ بالخروج مع فينس مورانتو في الموسم الأول. دائماً تحاول جويس الحفاظ على شبابها ولكنها كثيرة الشرب وسريعة الغضب كأبنتها. تتزوج جويس من فينس في الموسم الثالث.
- نومبي نومبي بدور سامويل، وهو نادل يحب السخرية ويعمل في مطعم يتردد عليه مايك وكارل. وهو صديق قريب لهما. أنه من أفريقيا وبين فترة لأخرى يذكر معاناته في بلده السنغال. لذلك هو لا يتعاطف كثيراً مع المشاكل البسيطة لزبائنه. ينتقل سامويل مع كارل إلى شقته في الموسم الثالث.
- لويس مستيلو بدور فينس مورانتو وهو صديق جويس (ثم يصبح خطيبها، فزوجها) وهو زوج أم مولي وفيكتوريا. هو أرمل شوفيني وساخر. لم ينهي فينس المدرسة الثانوية وليس ذكياً للغاية. لكنه يهتم بجويس كثيراً. احياناً يظهر بأنه يهتم بمولي وفيكتوريا كأب. تزوج فينس في الماضي من امرأة مسنة وغير لطيفة لكنه هرب بعد أن أقترض 2000$ منها. لم ينهي فينس هذا الزواج حتى ظهرت حقيقته أمام جويس مما جعلها تقوم بطرده. قامت جويس بإعادته بعد أن قام مايك بإقناع (زوجته) بتوقيع أوراق الطلاق مقابل 5000$.
- كليو كينج بدور روزيتا ميكميلان وهي جدة كارل. وهي تقليدية للغاية وتحب حفيدها كثيراً. لكنها كثيراً ما تتضايق من بعض تصرفات كارل، لذلك تجبره على الأنتقال من منزلها في الموسم الثالث، ولكنها تقول أنها ما تزال تحبه وتتطلع لزياراته ولكنها تريده أن يكون بالغاً ومسؤولاً عن سلوكه. قلبها كبير وتعامل مايك كحفيدها الثاني.
- روندي رييد بدور مارجريت بيجز وهي أم مايك. أنها تقليدية للغاية وتحب التحكم بالناس. وكذلك هي دائمة الغضب وغريبة الأطوار أحياناً. تفرط باعلناية بكلبها «جيم» وتعامله كأبنها. في الموسم الثاني تبدأ بالعمل في المدرسة الأبتدائية التي تُدرس فيها مولي. في الموسم الثالث تبدأ بالخروج مع مسؤول مايك في العمل.
- دايفد أنثوني هيجنز بدور هاري. هو صديق لمايك ومولي ويحضر إلى جلسة الأفراط في الأكل معهما. أنه لطيف ولكنه غير أجتماعي ويقول أي شيء يفكر به حتى لو جعله ذلك يبدو مثيراً للشفقة.

## وصلات خارجية
- مايك ومولي على موقع IMDb (الإنجليزية)
- مايك ومولي على موقع ميتاكريتيك (الإنجليزية)
- مايك ومولي على موقع روتن توميتوز (الإنجليزية)
- مايك ومولي على موقع كينوبويسك (الروسية)
- مايك ومولي على موقع ألو سيني (الفرنسية)
- مايك ومولي على موقع قاعدة بيانات الفيلم (الإنجليزية)